# Srbovo
Srbovo (izvirno srbsko Србово) je naselje v Srbiji, ki upravno spada pod Občino Negotin; slednja pa je del Borskega upravnega okraja.

## Demografija
V naselju živi 432 polnoletnih prebivalcev, pri čemer je njihova povprečna starost 49,6 let (48,0 pri moških in 51,1 pri ženskah). Naselje ima 168 gospodinjstev, pri čemer je povprečno število članov na gospodinjstvo 2,99.
To naselje je, glede na rezultate popisa iz leta 2002, večinoma srbsko.
|  |

| Demografija | Demografija     | Demografija     |
| Leto        | Št. prebivalcev | Št. prebivalcev |
| ----------- | --------------- | --------------- |
|             |                 |                 |
|             |                 |                 |
|             |                 |                 |
|             |                 |                 |
| 1948        | 951             |                 |
| 1953        | 972             |                 |
| 1961        | 999             |                 |
| 1971        | 1030            |                 |
| 1981        | 1053            |                 |
| 1991        | 951             | 696             |
| 2002        | 918             | 502             |
|             |                 |                 |

| Etnična sestava po popisu iz leta 2002 | Etnična sestava po popisu iz leta 2002 | Etnična sestava po popisu iz leta 2002 | Etnična sestava po popisu iz leta 2002 | Etnična sestava po popisu iz leta 2002 |
| -------------------------------------- | -------------------------------------- | -------------------------------------- | -------------------------------------- | -------------------------------------- |
| Srbi                                   | Srbi                                   |                                        | 474                                    | 94,42%                                 |
| Vlahi                                  | Vlahi                                  |                                        | 22                                     | 4,38%                                  |
| Romuni                                 | Romuni                                 |                                        | 3                                      | 0,59%                                  |
| Neznano                                | Neznano                                |                                        | 3                                      | 0,59%                                  |